# Christoph Strommer
Christoph Strommer (* 8. März 2002) ist ein österreichischer Fußballspieler.

## Karriere
Strommer begann seine Karriere beim SV Stallhofen. Zur Saison 2015/16 wechselte er zum USV Mooskirchen. Im Februar 2017 wechselte er in die Jugend des Grazer AK. Zur Saison 2018/19 kehrte er nach Mooskirchen zurück. Insgesamt kam er für die erste Mannschaft der Steirer zu 32 Einsätzen in der fünftklassigen Oberliga.
Zur Saison 2020/21 wechselte Strommer zum Regionalligisten SC Kalsdorf. Für Kalsdorf kam er bis zur Winterpause zu drei Einsätzen in der Regionalliga. Im Februar 2021 schloss er sich dem viertklassigen SV Frauental an. Für Frauental spielte er insgesamt 46 Mal in der Landesliga.
Zur Saison 2023/24 wechselte der Mittelfeldspieler ein zweites Mal in die Regionalliga, diesmal zum ASK Voitsberg. Für die Voitsberger kam er in seiner ersten Saison zu 16 Regionalligaeinsätzen, mit den Steirern stieg er zu Saisonende in die 2. Liga auf. Sein Zweitligadebüt gab er im August 2024, als er am dritten Spieltag der Saison 2024/25 gegen den SV Horn in der Startelf stand.